# هوپ‌هوپ‌نامه
هوپ‌هوپ‌نامه مجموعه اشعار میرزا علی‌اکبر صابر به زبان ترکی آذربایجانی است. این مجموعه شعر برای اولین بار در سال ۱۹۱۴ میلادی در باکو به چاپ رسید که حاصل سروده‌های شاعر بین سال‌های ۱۹۰۵-۱۹۱۱ میلادی است.
به نظر امین مهینی خداویردی‌نیا نیز اولین چاپ هوپ هوپ نامه، یکسال بعد از مرگ شاعر، در سال ۱۹۱۲ میلادی، به همت زنش بلور نسا و دوست او عباس صحت در ۱۰۴ صفحه و ۲۰۰۰ نسخه انتشار یافته است.
هوپ هوپ نامه مکرر در آذربایجان شوروی وآذربایجان ایران چاپ شده و به زبانهای روسی و کشورهای اتحاد شوروی سابق ترجمه گردیده است.
هوپ هوپ نامه‌ای که در سال ۱۹۶۲ میلادی، به همت حمید محمدزاده و ویراستاری عباس زامانوف ترتیب یافته است، از نظر دکتر محمد علی فرزانه، بهترین چاپ هوپ هوپ است که احتمالا کاملترین نسخه آن نیز می‌باشد.